# 大鬚南鰍
大鬚南鰍（學名：Schistura antennata）為輻鰭魚綱鯉形目條鰍科南鰍屬的其中一種。分布於亞洲越南林河流域，本魚觸鬚非常長, 達到鰓蓋的前方下部角落，身體深褐色，體後側具6-15條白色或黃色的橫帶，背鰭軟條13，臀鰭軟條9條，體長可達7.4公分，棲息在河川底層水域，生活習性不明。

## 扩展阅读
維基物種上的相關：大鬚南鰍